# Rashard Anderson
Rashard T. Anderson (Forest, 6 ottobre 1977 – 13 luglio 2022) è stato un giocatore di football americano statunitense che ha militato nel ruolo di cornerback nella National Football League (NFL).

## Carriera
Al college Anderson giocò a football alla Jackson State University. Fu scelto come ventitreesimo assoluto dai Carolina Panthers nel Draft NFL 2000. Debuttò nella NFL il 3 settembre 2000, nella sconfitta per 20–17 contro I Washington Redskins. Nella sua prima stagione disputò 12 partite, mettendo a segno 21 tackle. Nel 2021 fece registrare 47 placcaggi e l'unico intercetto in carriera. Inoltre terminò secondo nella NFL in yard su ritorno di fumble (97) dietro a Brian Urlacher e segnò un touchdown su ritorno di fumble.
Anderson fu sospeso dalla lega per un anno il 23 maggio 2002, dopo essere risultato positivo a un test antidoping. La sospensione fu estesa alla stagione 2003 dopo che fallì i criteri per il reinserimento. Alla fine tornò disponibile per giocare nella NFL dopo la stagione 2003 ma i Panthers lo svincolarono immediatamente. Nel maggio 2005 firmò un contratto con i Calgary Stampeders della Canadian Football League ma fu svincolato prima dell'inizio della stagione regolare.